# Festival Eurovisão da Canção 1990
O Festival Eurovisão da Canção 1990 (em inglês: Eurovision Song Contest 1990, em francês: Concours Eurovision de la chanson 1990 e em Servo-croata: Pjesma Eurovizije 1990) foi o 35.º Festival Eurovisão da Canção e realizou-se em 5 de maio de 1990, em Zagreb, na Jugoslávia, atualmente na Croácia. Os apresentadores do festival foram Helga Vlahović e Oliver Mlakar. Toto Cutugno foi o vencedor do festival deste ano com a canção "Insieme: 1992" que preconizava a unidade europeia. Cutugno tinha 46 anos e 302 dias no momento de sua vitória, tornando-se o mais velho vencedor do concurso até então, recorde esse ultrapassado 10 anos depois.
As letras de várias canções celebravam os ventos de mudança e democratização dos países do leste da Europa, focando em especial o momento da queda do Muro de Berlim ocorrida em 9 de novembro de 1989. Todavia, a letra da canção vencedora era uma antecipação do mercado único europeu na União Europeia que teria lugar no final de 1992.

## Local

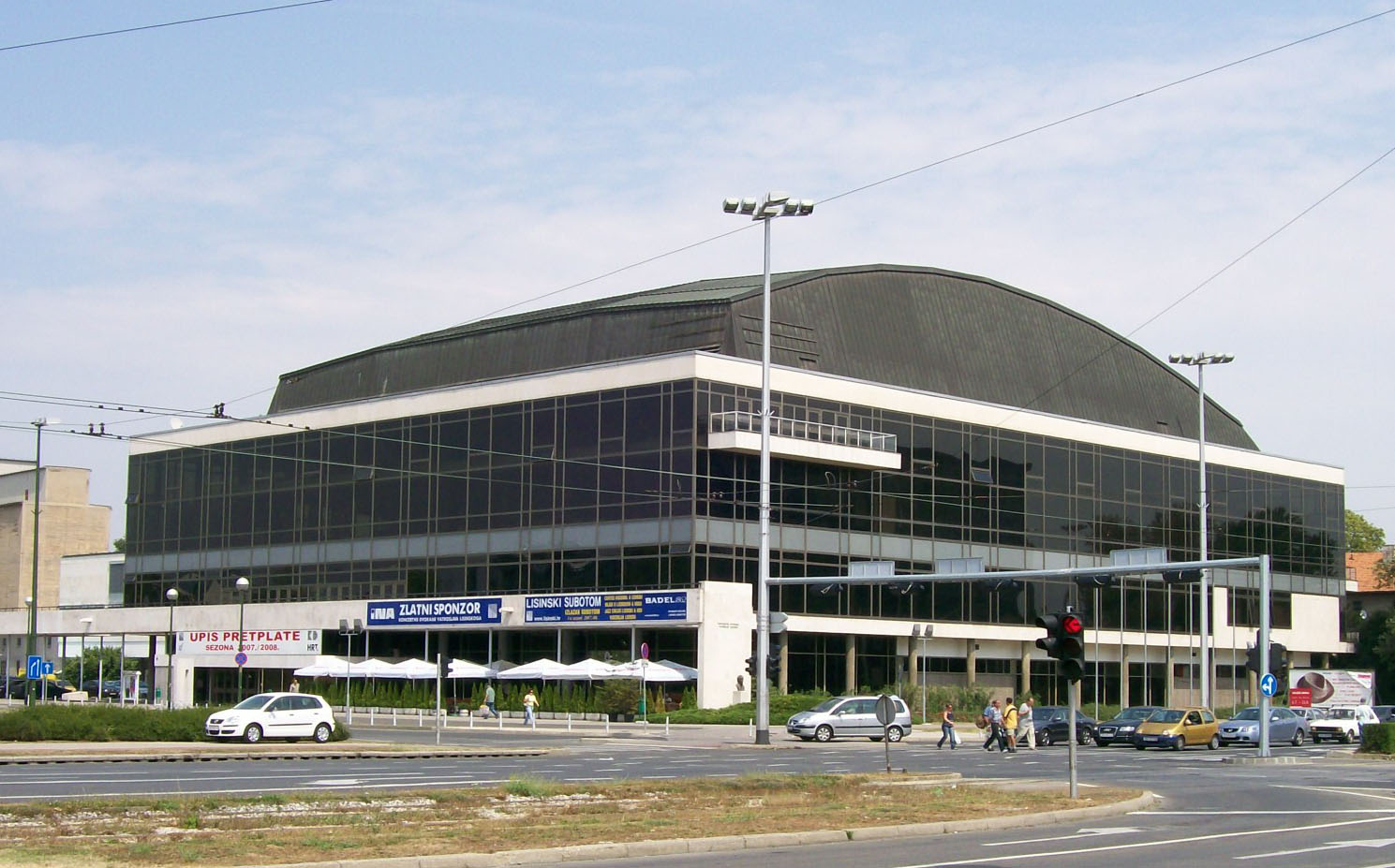
O Koncertna dvorana Vatroslav Lisinski, em Zagreb, na Jugoslávia, atualmente na Croácia.

O Festival Eurovisão da Canção 1990 ocorreu em Zagreb, na Jugoslávia, atualmente na Croácia. Zagreb é a capital e maior cidade da Croácia. Localizada entre a margem do rio Sava e a encosta do monte Medvednica, situa-se 120 metros acima do nível do mar, nas coordenadas 45°48′N 15°58′E. Uma encruzilhada entre a Europa Central e o Mar Adriático, Zagreb concentra indústria, instituições científicas, órgãos administrativos nacionais e ministérios.
O festival em si realizou-se no Koncertna dvorana Vatroslav Lisinski, é uma grande sala de concertos e um centro de convenções, que tinha acabado de ter a sua primeira remodelação em 1989. Em 1992, a cobertura do telhado de cobre do salão foi completamente substituída. O seu nome é devido a Vatroslav Lisinski, um compositor croata do século XIX. O edifício tem duas salas: uma grande com 1841 lugares e uma pequena com 305 lugares. Um grande salão também serve como uma grande área de exposição.

## Formato
Nesta edição do Festival Eurovisão da Canção foram notórias as diversas mensagens políticas e os apelos à paz presentes nas letras dos temas apresentados. Este facto deveu-se aos acontecimentos ocorridos por toda a Europa, com especial destaque para a queda do muro de Berlim em 9 de novembro de 1989.
Pela primeira vez na história do Festival Eurovisão da Canção foi introduzida uma mascote: o Eurocat, criado por Joško Marušić. Este desenho animado apareceu diversas vezes ao longo do certame e a sua principal função foi animar os separadores entre as actuações dos países concorrentes, tendo em vista o Ano Europeu do Turismo.
Durante os ensaios, os apresentadores sentiram-se ofendidos por alguns comentários dos jornalistas acerca da sua idade avançada e decidiram renegar o cargo de apresentadores. Foram entretanto substituídos temporariamente por Rene Medvešek e Dubravka Marković. No entanto, desfizeram-se todos os desentendidos e assim Helga Vlahović e Oliver Mlakar voltaram a tomar as suas posições na apresentação do certame.
A actuação espanhola, foi marcada por uma enorme falha no playback instrumental que acidentalmente arrancou com alguns segundos de avanço, causando alguma perplexidade nas intérpretes, que por ordem da sua delegação, abandonaram o palco. Alguns segundos depois e após uma salva de palmas, o playback instrumental recomeçou, desta vez, de início e toda a actuação decorreu sem mais incidentes.
Malta desejou voltar ao certame pela primeira vez em 15 anos, chegando a escolher Maryrose Mallia, com a canção "Our Little World of Yesterday", com o objetivo de concorrer. No entanto, devido à regra que obrigava que o número máximo de países concorrentes seriam 22, Malta não pode concorrer.
Após a controvérsia da edição de 1989, a EBU introduziu uma nova regra. A partir de agora, todos os candidatos teriam que ter 16 anos no dia da sua participação no concurso.

## Visual
A abertura da competição começou com um vídeo sobre música em Zagreb e na Croácia, apresentando a riqueza musical cultural da capital croata, do clássico ao pop, passando pelo tradicional e folclórico, concluindo com o Te Deum, de Marc-Antoine Charpentier, por vários cantores e músicos diferentes. Após o vídeo, Eurocat entrou no Koncertna dvorana Vatroslav Lisinski e depois os apresentadores saudaram os espetadores. A orquestra executou brevemente a partitura de "Rock Me", a música vencedora do ano anterior.
A orquestra, dirigida por Igor Kuljerić, estava à esquerda do palco. O cenário no palco era caracterizado por um luminoso piso quadriculado que mudava de cor, flanqueado por duas grandes telas de vídeo e, ao fundo, uma estrutura de luzes de néon também na forma de um tabuleiro de xadrez.
Os apresentadores foram Helga Vlahović e Oliver Mlakar, que falaram aos espectadores em inglês e francês.
Os cartões postais apresentavam o Eurocat a viajar pelos países concorrentes, em comemoração do Ano Europeu do Turismo. Começou com um breve esboço do Eurocat, sobre um fundo azul, com um lembrete do nome do país participante. No final de cada cartão postal, o Eurocat tirou uma foto em preto e branco aos artistas.
O intervalo foi preenchido por um vídeo intitulado "Yugoslav Changes", dirigido por Ivo Laurenčić, um filme apresentando a riqueza turística e a diversidade cultural da Jugoslávia, aparecendo Split, Piran, Dubrovnik, Sarajevo, Belgrado e Zagreb.

## Votação
Cada país tinha um júri composto por 11 elementos, que atribuiu 12, 10, 8, 7, 6, 5, 4, 3, 2, 1 pontos às dez canções mais votadas.
O supervisor executivo da EBU foi Frank Naef.
Durante a votação, a câmera fez vários close-ups dos artistas. Em particular, Toto Cutugno e Liam Reilly apareceram.

## Participações individuais
Predefinição:Participações Individuais ESC1990

## Participantes

Países participantes

| País          | Título original da Canção               | Artista                      | Processo                                                     | Data da Selecção        |
| País          | Tradução em Português                   | Idiomas de Interpretação     | Processo                                                     | Data da Selecção        |
| ------------- | --------------------------------------- | ---------------------------- | ------------------------------------------------------------ | ----------------------- |
| Alemanha      | "Frei zu leben"                         | Chris Kempers & Daniel Kovac | Ein lied für Zagreb 1990                                     | 29 de março de 1990     |
| Alemanha      | Viver livremente                        | Alemão                       | Ein lied für Zagreb 1990                                     | 29 de março de 1990     |
| Áustria       | "Keine Mauern mehr"                     | Simone Stelzer               | Österreichische Vorausscheidung 1990                         | 15 de março de 1990     |
| Áustria       | Muros nunca mais                        | Alemão                       | Österreichische Vorausscheidung 1990                         | 15 de março de 1990     |
| Bélgica       | "Macédomienne"                          | Philippe Lafontaine          | Seleção interna                                              | -                       |
| Bélgica       | Minha mulher da Macedónia               | Francês                      | Seleção interna                                              | -                       |
| Chipre        | "Milas Poli" (Μιλάς πολύ)               | Anastazio                    | Kýprioi Telikoú tis Diagonismós Tragoudioú Eurovision 1990   | -                       |
| Chipre        | Falas demais                            | Grego                        | Kýprioi Telikoú tis Diagonismós Tragoudioú Eurovision 1990   | -                       |
| Dinamarca     | "Hallo Hallo"                           | Lonnie Devantier             | Dansk Melodi Grand-Prix 1990                                 | 24 de março de 1990     |
| Dinamarca     | Alô! Alô!                               | Dinamarquês                  | Dansk Melodi Grand-Prix 1990                                 | 24 de março de 1990     |
| Espanha       | "Bandido"                               | Azúcar Moreno                | Selecção Interna                                             | -                       |
| Espanha       | Bandido                                 | Castelhano                   | Selecção Interna                                             | -                       |
| Finlândia     | "Fri?"                                  | Beat                         | Euroviisut 1990                                              | 17 de fevereiro de 1990 |
| Finlândia     | Livres?                                 | Sueco                        | Euroviisut 1990                                              | 17 de fevereiro de 1990 |
| França        | "White and Black Blues"                 | Joëlle Ursull                | Seleção interna                                              | -                       |
| França        | Blues branco e preto                    | Francês                      | Seleção interna                                              | -                       |
| Grécia        | "Horis Skopo" (Χωρίς σκοπό)             | Christos Callow & Wave       | Ellinikoú Telikoú tis Diagonismós Tragoudioú Eurovision 1990 | 23 de março de 1990     |
| Grécia        | Sem propósito                           | Grego                        | Ellinikoú Telikoú tis Diagonismós Tragoudioú Eurovision 1990 | 23 de março de 1990     |
| Irlanda       | "Somewhere in Europe"                   | Liam Reilly                  | National Song Contest 1990                                   | 25 de março de 1990     |
| Irlanda       | Algures na Europa                       | Inglês                       | National Song Contest 1990                                   | 25 de março de 1990     |
| Islândia      | "Eitt lag enn"                          | Stjórnin                     | Íslenska Söngvakeppni Sjónvarpsins 1990                      | 10 de fevereiro de 1990 |
| Islândia      | Mais uma canção                         | Islandês                     | Íslenska Söngvakeppni Sjónvarpsins 1990                      | 10 de fevereiro de 1990 |
| Israel        | "Shara Barkhovot" (שרה ברחובות)         | Rita                         | Seleção interna                                              | -                       |
| Israel        | Cantando nas ruas                       | Hebraico                     | Seleção interna                                              | -                       |
| Itália        | "Insieme: 1992"                         | Toto Cutugno                 | Seleção interna                                              | -                       |
| Itália        | Juntos: 1992                            | Italiano                     | Seleção interna                                              | -                       |
| Iugoslávia    | "Hajde da ludujemo" (Хајде да лудујемо) | Tajči                        | Pjesma Eurovizije 1990                                       | 3 de março de 1990      |
| Iugoslávia    | Vamos ficar loucos                      | Servo-Croata                 | Pjesma Eurovizije 1990                                       | 3 de março de 1990      |
| Luxemburgo    | "Quand je te rêve"                      | Céline Carzo                 | Seleção interna                                              | -                       |
| Luxemburgo    | Quando sonho contigo                    | Francês                      | Seleção interna                                              | -                       |
| Noruega       | "Brandenburger Tor"                     | Ketil Stokkan                | Melodi Grand-Prix 1990                                       | 24 de março de 1990     |
| Noruega       | Porta de Brandenburgo                   | Norueguês                    | Melodi Grand-Prix 1990                                       | 24 de março de 1990     |
| Países Baixos | "Ik wil alles met je delen"             | Maywood                      | Nationaal Songfestival 1990                                  | 10 de março de 1990     |
| Países Baixos | Eu quero compartilhar tudo contigo      | Holandês                     | Nationaal Songfestival 1990                                  | 10 de março de 1990     |
| Portugal      | "Há sempre alguém"                      | Nucha                        | Festival RTP da Canção 1990                                  | 10 de março de 1990     |
| Portugal      | Há sempre alguém                        | Português                    | Festival RTP da Canção 1990                                  | 10 de março de 1990     |
| Reino Unido   | "Give a Little Love Back to the World"  | Emma Booth                   | A song for Europe 1990                                       | 30 de março de 1990     |
| Reino Unido   | Dá um pouco de amor ao mundo            | Inglês                       | A song for Europe 1990                                       | 30 de março de 1990     |
| Suécia        | "Som en vind"                           | Edin-Ådahl                   | Melodifestivalen 1990                                        | 9 de março de 1990      |
| Suécia        | Como um vento                           | Sueco                        | Melodifestivalen 1990                                        | 9 de março de 1990      |
| Suíça         | "Musik klingt in die Welt hinaus"       | Egon Egemann                 | Selezione Svizzera 1990                                      | 24 de fevereiro de 1990 |
| Suíça         | A música toca por todo o mundo          | Alemão                       | Selezione Svizzera 1990                                      | 24 de fevereiro de 1990 |
| Turquia       | "Gözlerinin Hapsindeyim"                | Kayahan                      | Eurovision Şarkı Yarışması Türkiye Finali 1990               | 24 de fevereiro de 1990 |
| Turquia       | Estou encarcerado nos teus olhos        | Turco                        | Eurovision Şarkı Yarışması Türkiye Finali 1990               | 24 de fevereiro de 1990 |

## Festival
| #   | País          | Idioma       | Artista                      | Canção                                  | Lugar | Pontuação |
| --- | ------------- | ------------ | ---------------------------- | --------------------------------------- | ----- | --------- |
| 1º  | Espanha       | Castelhano   | Azúcar Moreno                | "Bandido"                               | 5º    | 96        |
| 2º  | Grécia        | Grego        | Christos Callow & Wave       | "Horis Skopo" (Χωρίς σκοπό)             | 19º   | 11        |
| 3º  | Bélgica       | Francês      | Philippe Lafontaine          | "Macédomienne"                          | 12º   | 46        |
| 4º  | Turquia       | Turco        | Kayahan                      | "Gözlerinin Hapsindeyim"                | 17º   | 21        |
| 5º  | Países Baixos | Holandês     | Maywood                      | "Ik wil alles met je delen"             | 15º   | 25        |
| 6º  | Luxemburgo    | Francês      | Céline Carzo                 | "Quand je te rêve"                      | 13º   | 38        |
| 7º  | Reino Unido   | Inglês       | Emma Booth                   | "Give a Little Love Back to the World"  | 6º    | 87        |
| 8º  | Islândia      | Islandês     | Stjórnin                     | "Eitt lag enn"                          | 4º    | 124       |
| 9º  | Noruega       | Norueguês    | Ketil Stokkan                | "Brandenburger Tor"                     | 21º   | 8         |
| 10º | Israel        | Hebraico     | Rita                         | "Shara Barkhovot" (שרה ברחובות)         | 18º   | 16        |
| 11º | Dinamarca     | Dinamarquês  | Lonnie Devantier             | "Hallo Hallo"                           | 8º    | 64        |
| 12º | Suíça         | Alemão       | Egon Egemann                 | "Musik klingt in die Welt hinaus"       | 11º   | 51        |
| 13º | Alemanha      | Alemão       | Chris Kempers & Daniel Kovac | "Frei zu leben"                         | 9º    | 60        |
| 14º | França        | Francês      | Joëlle Ursull                | "White and black blues"                 | 2º    | 132       |
| 15º | Iugoslávia    | Servo-croata | Tajči                        | "Hajde da ludujemo" (Хајде да лудујемо) | 7º    | 81        |
| 16º | Portugal      | Português    | Nucha                        | "Há sempre alguém"                      | 20º   | 9         |
| 17º | Irlanda       | Inglês       | Liam Reilly                  | "Somewhere In Europe"                   | 2º    | 132       |
| 18º | Suécia        | Sueco        | Edin-Ådahl                   | "Som en vind"                           | 16º   | 24        |
| 19º | Itália        | Italiano     | Toto Cutugno                 | "Insieme: 1992"                         | 1º    | 149       |
| 20º | Áustria       | Alemão       | Simone Stelzer               | "Keine Mauern mehr"                     | 10º   | 58        |
| 21º | Chipre        | Grego        | Haris Anastazio              | "Milas Poli" (Μιλάς πολύ)               | 14º   | 36        |
| 22º | Finlândia     | Sueco        | Beat                         | "Fri?"                                  | 21º   | 8         |

### Resultados
A ordem de votação no Festival Eurovisão da Canção 1990, foi a seguinte:

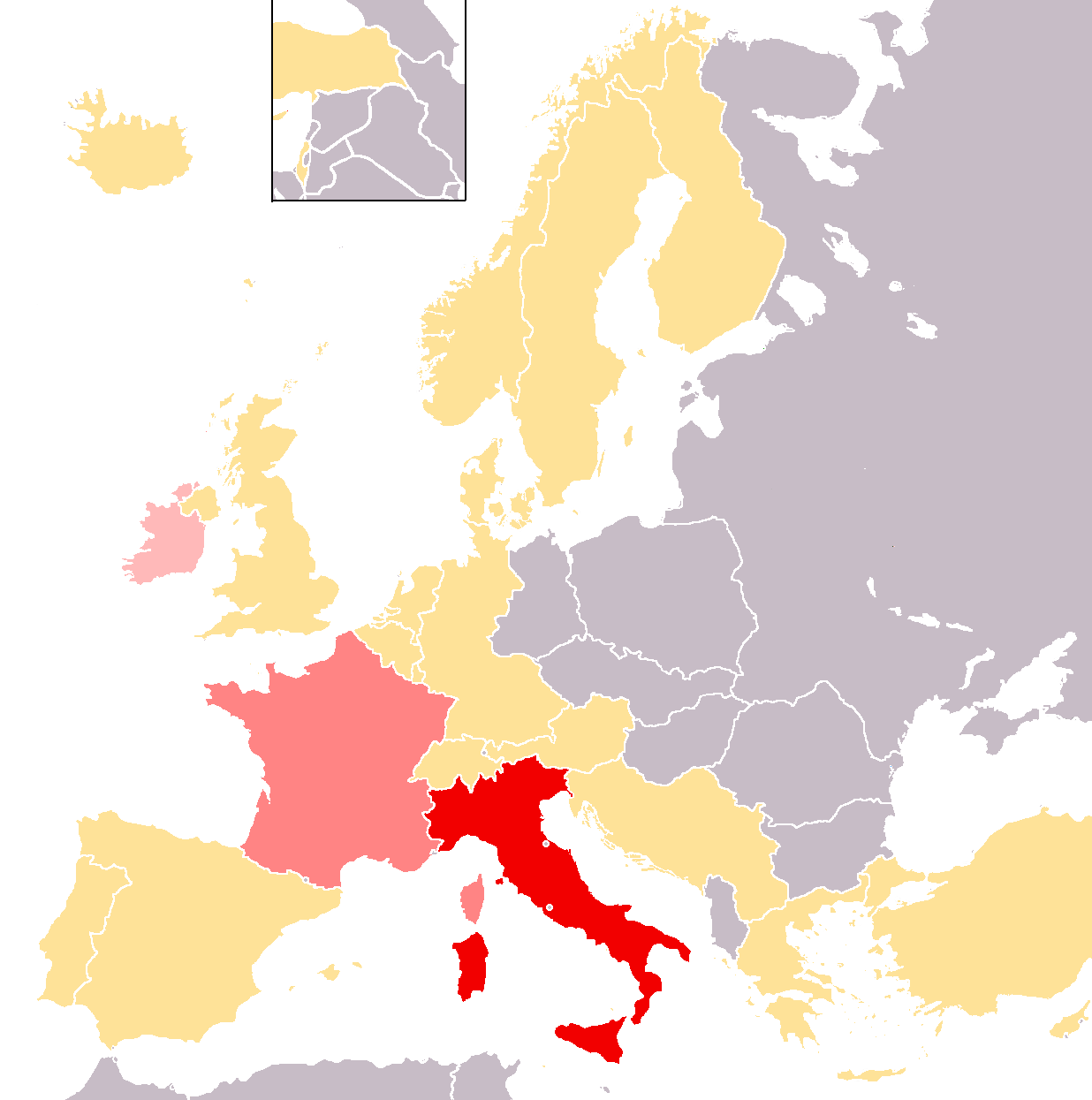
Vencedor
2º classificado
3º classificado

| Países Votantes | Países Pontuados | Países Pontuados | Países Pontuados | Países Pontuados | Países Pontuados | Países Pontuados | Países Pontuados | Países Pontuados | Países Pontuados | Países Pontuados | Países Pontuados | Países Pontuados | Países Pontuados | Países Pontuados | Países Pontuados                              | Países Pontuados | Países Pontuados     | Países Pontuados | Países Pontuados | Países Pontuados | Países Pontuados | Países Pontuados |
| --------------- | ---------------- | ---------------- | ---------------- | ---------------- | ---------------- | ---------------- | ---------------- | ---------------- | ---------------- | ---------------- | ---------------- | ---------------- | ---------------- | ---------------- | --------------------------------------------- | ---------------- | -------------------- | ---------------- | ---------------- | ---------------- | ---------------- | ---------------- |
| Países Votantes | Espanha          | Grécia           | Bélgica          | Turquia          | Países Baixos    | Luxemburgo       | Reino Unido      | Islândia         | Noruega          | Israel           | Dinamarca        | Suíça            | Alemanha         | França           | República Socialista Federativa da Iugoslávia | Portugal         | República da Irlanda | Suécia           | Itália           | Áustria          | Chipre           | Finlândia        |
| Espanha         |                  |                  |                  |                  |                  |                  | 7                | 4                |                  |                  | 6                | 1                | 8                | 5                | 3                                             |                  | 10                   | 2                | 12               |                  |                  |                  |
| Grécia          | 8                |                  |                  |                  | 1                | 4                | 5                | 3                |                  |                  |                  | 12               |                  |                  |                                               |                  | 7                    | 2                | 10               |                  | 6                |                  |
| Bélgica         | 1                |                  |                  |                  |                  |                  | 12               | 10               |                  |                  | 3                |                  | 6                | 4                |                                               |                  | 7                    |                  | 8                | 2                | 5                |                  |
| Turquia         | 10               |                  |                  |                  | 3                |                  |                  | 1                |                  |                  | 2                | 6                |                  | 4                | 12                                            |                  | 5                    |                  | 8                | 7                |                  |                  |
| Países Baixos   | 2                | 5                | 7                | 3                |                  |                  |                  |                  |                  | 4                |                  |                  |                  | 12               |                                               |                  | 10                   | 6                | 8                | 1                |                  |                  |
| Luxemburgo      |                  |                  | 4                |                  | 1                |                  | 3                | 8                |                  |                  |                  | 2                | 12               |                  |                                               | 7                | 6                    |                  | 10               | 5                |                  |                  |
| Reino Unido     | 1                |                  |                  |                  | 4                | 3                |                  | 12               |                  |                  |                  |                  | 7                |                  | 5                                             | 2                | 10                   | 6                |                  | 8                |                  |                  |
| Islândia        | 4                |                  |                  | 2                |                  |                  |                  |                  |                  |                  | 7                |                  | 1                | 12               | 10                                            |                  | 8                    |                  | 3                | 6                |                  | 5                |
| Noruega         | 5                |                  | 1                | 4                |                  |                  |                  | 10               |                  |                  | 7                |                  |                  | 12               | 3                                             |                  | 8                    | 6                |                  |                  | 2                |                  |
| Israel          |                  |                  |                  |                  | 2                |                  | 10               | 8                | 4                |                  | 7                |                  |                  | 6                | 12                                            |                  |                      |                  | 1                |                  | 5                | 3                |
| Dinamarca       |                  |                  |                  |                  |                  |                  | 3                | 10               | 1                |                  |                  | 12               | 4                | 5                | 7                                             |                  | 8                    |                  | 6                |                  | 2                |                  |
| Suíça           | 6                |                  | 4                |                  | 3                |                  | 10               | 7                |                  | 2                | 1                |                  |                  | 12               |                                               |                  | 5                    |                  | 8                |                  |                  |                  |
| Alemanha        | 12               |                  | 8                | 5                |                  | 3                | 1                |                  |                  | 4                |                  |                  |                  | 10               |                                               |                  | 7                    | 2                | 6                |                  |                  |                  |
| França          | 5                |                  | 8                |                  | 6                | 12               | 10               |                  |                  |                  |                  | 1                |                  |                  | 2                                             |                  | 7                    |                  | 4                | 3                |                  |                  |
| Iugoslávia      | 3                |                  |                  | 7                |                  | 2                | 10               | 4                |                  | 1                |                  | 5                |                  | 12               |                                               |                  |                      |                  | 6                | 8                |                  |                  |
| Portugal        | 5                |                  | 2                |                  | 1                | 3                |                  | 12               |                  |                  | 7                | 8                |                  | 4                |                                               |                  | 6                    |                  | 10               |                  |                  |                  |
| Irlanda         |                  |                  | 1                |                  |                  |                  | 6                | 7                | 3                |                  | 4                |                  | 10               | 8                | 5                                             |                  |                      |                  | 12               | 2                |                  |                  |
| Suécia          |                  |                  | 7                |                  |                  |                  |                  | 8                |                  |                  | 3                |                  | 4                | 5                | 1                                             |                  | 12                   |                  | 10               | 2                | 6                |                  |
| Itália          | 8                |                  |                  |                  | 2                | 1                | 6                | 3                |                  |                  | 7                |                  | 5                |                  | 10                                            |                  |                      |                  |                  | 12               | 4                |                  |
| Áustria         | 8                |                  | 4                |                  |                  | 5                | 1                | 10               |                  |                  | 6                |                  | 3                | 2                |                                               |                  | 12                   |                  | 7                |                  |                  |                  |
| Chipre          | 8                | 6                |                  |                  | 2                | 5                | 3                |                  |                  | 5                | 4                | 1                |                  | 7                | 10                                            |                  |                      |                  | 12               |                  |                  |                  |
| Finlândia       | 10               |                  |                  |                  |                  |                  |                  | 7                |                  |                  |                  | 3                |                  | 12               | 1                                             |                  | 4                    |                  | 8                | 2                | 6                |                  |
| Total           | 96               | 11               | 46               | 21               | 25               | 38               | 87               | 124              | 8                | 16               | 64               | 51               | 60               | 132              | 81                                            | 9                | 132                  | 24               | 149              | 58               | 36               | 8                |
| Lugar           | 5º               | 19º              | 12º              | 17º              | 15º              | 13º              | 6º               | 4º               | 21º              | 18º              | 8º               | 11º              | 9º               | 2º               | 7º                                            | 20º              | 2º                   | 16º              | 1º               | 10º              | 14º              | 21º              |
| Países Votantes | Espanha          | Grécia           | Bélgica          | Turquia          | Países Baixos    | Luxemburgo       | Reino Unido      | Islândia         | Noruega          | Israel           | Dinamarca        | Suíça            | Alemanha         | França           | República Socialista Federativa da Iugoslávia | Portugal         | República da Irlanda | Suécia           | Itália           | Áustria          | Chipre           | Finlândia        |
| Países Votantes | Países Pontuados |                  |                  |                  |                  |                  |                  |                  |                  |                  |                  |                  |                  |                  |                                               |                  |                      |                  |                  |                  |                  |                  |

| Países Votantes | Países Pontuados | Países Pontuados | Países Pontuados | Países Pontuados | Países Pontuados | Países Pontuados | Países Pontuados | Países Pontuados | Países Pontuados | Países Pontuados | Países Pontuados | Países Pontuados | Países Pontuados | Países Pontuados | Países Pontuados                              | Países Pontuados | Países Pontuados     | Países Pontuados | Países Pontuados | Países Pontuados | Países Pontuados | Países Pontuados |
| --------------- | ---------------- | ---------------- | ---------------- | ---------------- | ---------------- | ---------------- | ---------------- | ---------------- | ---------------- | ---------------- | ---------------- | ---------------- | ---------------- | ---------------- | --------------------------------------------- | ---------------- | -------------------- | ---------------- | ---------------- | ---------------- | ---------------- | ---------------- |
| Países Votantes | Espanha          | Grécia           | Bélgica          | Turquia          | Países Baixos    | Luxemburgo       | Reino Unido      | Islândia         | Noruega          | Israel           | Dinamarca        | Suíça            | Alemanha         | França           | República Socialista Federativa da Iugoslávia | Portugal         | República da Irlanda | Suécia           | Itália           | Áustria          | Chipre           | Finlândia        |
| Espanha         | 0                | 0                | 0                | 0                | 0                | 0                | 7                | 4                | 0                | 0                | 6                | 1                | 8                | 5                | 3                                             | 0                | 10                   | 2                | 12               | 0                | 0                | 0                |
| Grécia          | 8                | 0                | 0                | 0                | 1                | 4                | 12               | 7                | 0                | 0                | 6                | 13               | 8                | 5                | 3                                             | 0                | 17                   | 4                | 22               | 0                | 6                | 0                |
| Bélgica         | 9                | 0                | 0                | 0                | 1                | 4                | 24               | 17               | 0                | 0                | 9                | 13               | 14               | 9                | 3                                             | 0                | 24                   | 4                | 30               | 2                | 11               | 0                |
| Turquia         | 19               | 0                | 0                | 0                | 4                | 4                | 24               | 18               | 0                | 0                | 11               | 19               | 14               | 13               | 15                                            | 0                | 29                   | 4                | 38               | 9                | 11               | 0                |
| Países Baixos   | 21               | 5                | 7                | 3                | 4                | 4                | 24               | 18               | 0                | 4                | 11               | 19               | 14               | 25               | 15                                            | 0                | 39                   | 10               | 46               | 10               | 11               | 0                |
| Luxemburgo      | 21               | 5                | 11               | 3                | 5                | 4                | 27               | 26               | 0                | 4                | 11               | 21               | 26               | 25               | 15                                            | 7                | 45                   | 10               | 56               | 15               | 11               | 0                |
| Reino Unido     | 22               | 5                | 11               | 3                | 9                | 7                | 27               | 38               | 0                | 4                | 11               | 21               | 33               | 25               | 20                                            | 9                | 55                   | 16               | 56               | 23               | 11               | 0                |
| Islândia        | 26               | 5                | 11               | 5                | 9                | 7                | 27               | 38               | 0                | 4                | 18               | 221              | 34               | 37               | 30                                            | 9                | 63                   | 16               | 59               | 29               | 11               | 5                |
| Noruega         | 31               | 5                | 12               | 9                | 9                | 7                | 27               | 48               | 0                | 4                | 25               | 21               | 34               | 49               | 33                                            | 9                | 71                   | 22               | 59               | 29               | 13               | 5                |
| Israel          | 31               | 5                | 12               | 9                | 11               | 7                | 37               | 56               | 4                | 4                | 32               | 21               | 34               | 55               | 45                                            | 9                | 71                   | 22               | 60               | 29               | 18               | 8                |
| Dinamarca       | 31               | 5                | 12               | 9                | 11               | 7                | 40               | 66               | 5                | 4                | 32               | 33               | 38               | 60               | 52                                            | 9                | 79                   | 22               | 66               | 29               | 20               | 8                |
| Suíça           | 37               | 5                | 16               | 9                | 14               | 7                | 50               | 73               | 5                | 6                | 33               | 33               | 38               | 72               | 52                                            | 9                | 84                   | 22               | 74               | 29               | 20               | 8                |
| Alemanha        | 49               | 5                | 24               | 14               | 14               | 10               | 51               | 73               | 5                | 10               | 33               | 33               | 38               | 82               | 52                                            | 9                | 91                   | 24               | 80               | 29               | 20               | 8                |
| França          | 54               | 5                | 32               | 14               | 20               | 22               | 61               | 73               | 5                | 10               | 33               | 34               | 38               | 82               | 54                                            | 9                | 98                   | 24               | 84               | 32               | 20               | 8                |
| Iugoslávia      | 57               | 5                | 32               | 21               | 20               | 24               | 71               | 77               | 5                | 11               | 33               | 39               | 38               | 94               | 54                                            | 9                | 98                   | 24               | 90               | 40               | 20               | 8                |
| Portugal        | 62               | 5                | 34               | 21               | 21               | 27               | 71               | 89               | 5                | 11               | 40               | 47               | 38               | 98               | 54                                            | 9                | 104                  | 24               | 100              | 40               | 20               | 8                |
| Irlanda         | 62               | 5                | 35               | 21               | 21               | 27               | 77               | 96               | 8                | 11               | 44               | 47               | 48               | 106              | 59                                            | 9                | 104                  | 24               | 112              | 42               | 20               | 8                |
| Suécia          | 62               | 5                | 42               | 21               | 21               | 27               | 77               | 104              | 8                | 11               | 47               | 47               | 52               | 111              | 60                                            | 9                | 116                  | 24               | 122              | 44               | 26               | 8                |
| Itália          | 70               | 5                | 42               | 21               | 23               | 28               | 83               | 107              | 8                | 11               | 54               | 47               | 57               | 111              | 70                                            | 9                | 116                  | 24               | 122              | 56               | 30               | 8                |
| Áustria         | 78               | 5                | 46               | 21               | 23               | 33               | 84               | 117              | 8                | 11               | 60               | 47               | 60               | 113              | 70                                            | 9                | 128                  | 24               | 129              | 56               | 30               | 8                |
| Chipre          | 86               | 11               | 46               | 21               | 25               | 38               | 87               | 117              | 8                | 16               | 64               | 48               | 60               | 120              | 80                                            | 9                | 128                  | 24               | 141              | 56               | 30               | 8                |
| Finlândia       | 96               | 11               | 46               | 21               | 25               | 38               | 87               | 124              | 8                | 16               | 64               | 51               | 60               | 132              | 81                                            | 9                | 132                  | 24               | 149              | 58               | 36               | 8                |
| Lugar           | 5º               | 19º              | 12º              | 17º              | 15º              | 13º              | 6º               | 4º               | 21º              | 18º              | 8º               | 11º              | 9º               | 2º               | 7º                                            | 20º              | 2º                   | 16º              | 1º               | 10º              | 14º              | 21º              |
| Países Votantes | Espanha          | Grécia           | Bélgica          | Turquia          | Países Baixos    | Luxemburgo       | Reino Unido      | Islândia         | Noruega          | Israel           | Dinamarca        | Suíça            | Alemanha         | França           | República Socialista Federativa da Iugoslávia | Portugal         | República da Irlanda | Suécia           | Itália           | Áustria          | Chipre           | Finlândia        |
| Países Votantes | Países Pontuados |                  |                  |                  |                  |                  |                  |                  |                  |                  |                  |                  |                  |                  |                                               |                  |                      |                  |                  |                  |                  |                  |

#### 12 pontos
Os países que receberam 12 pontos foram os seguintes:
| # | Países Pontuados | Países Votantes                                                |
| - | ---------------- | -------------------------------------------------------------- |
| 6 | França           | Finlândia, Islândia, Jugoslávia, Noruega, Países Baixos, Suíça |
| 3 | Itália           | Chipre, Espanha, Irlanda                                       |
| 2 | Islândia         | Portugal, Reino Unido                                          |
| 2 | Irlanda          | Áustria, Suécia                                                |
| 2 | Iugoslávia       | Israel, Turquia                                                |
| 2 | Suíça            | Dinamarca, Grécia                                              |
| 1 | Áustria          | Itália                                                         |
| 1 | Alemanha         | Luxemburgo                                                     |
| 1 | Luxemburgo       | França                                                         |
| 1 | Espanha          | Alemanha                                                       |
| 1 | Reino Unido      | Bélgica                                                        |

### Maestros
Em baixo encontra-se a lista de maestros que conduziram a orquestra, na respectiva actuação de cada país concorrente.
| País              | Maestro              |
| ----------------- | -------------------- |
| Espanha           | Eduardo Leiva        |
| Grécia            | Michael Rozakis      |
| Bélgica           | Rony Brack           |
| Turquia           | Ümit Eroğlu          |
| Países Baixos     | Harry van Hoof       |
| Luxemburgo        | Thierry Durbet       |
| Reino Unido       | Alyn Ainsworth       |
| Islândia          | Jon Kjell Seljeseth  |
| Noruega           | Pete Knutsen         |
| Israel            | Rami Levin           |
| Dinamarca         | Henrik Krogsgård     |
| Suíça             | Bela Balint          |
| Alemanha          | Rainer Pietsch       |
| França            | Régis Dupré          |
| Iugoslávia        | Stjepan Mihaljinec   |
| Portugal          | Carlos Alberto Moniz |
| Irlanda           | Noel Kelehan         |
| Suécia            | Curt-Eric Holmquist  |
| Itália            | Gianni Madonini      |
| Áustria           | Richard Österreicher |
| Chipre            | Stanko Selak         |
| Finlândia         | Olli Ahvenlahti      |
| Maestro anfitrião | Igor Kuljerić        |

## Artistas repetentes
Alguns artistas repetiram a sua experiência Eurovisiva. Em 1990, os repetentes foram:
| País (1990) | Foto | Artista                      | Ano Anterior | País Representado | Canção         | Tradução       | Pontuação | Classificação |
| ----------- | ---- | ---------------------------- | ------------ | ----------------- | -------------- | -------------- | --------- | ------------- |
| Noruega     |      | Ketil Stokkan                | ESC 1986     | Noruega           | "Romeo"        | Romeu          | 44        | 12º           |
| Itália      |      | Pepel In Kri (como coristas) | ESC 1975     | Jugoslávia        | "Dan ljubezni" | Um dia de amor | 22        | 13º           |